# Nihil (альбом KMFDM)
Nihil (в переводе с лат. — «Ничто») — восьмой студийный альбом германо-американской индастриал-рок-группы KMFDM, выпущенный в 1995 году лейблом Wax Trax! Records; ремастерированное издание альбома было выпущено в 2007 году по линии лейбла Metropolis Records.
Записанный в 1994 году в Сиэтле, альбом был отмечен кратковременным возвращением в группу Рэймонда Уоттса и заметным участием барабанщика Билла Рифлина. По большей части песни для альбома были написаны лидером группы Сашей Конецко, который акцентировал особое внимание на уменьшении гитарного звука. Положительно оценённый в профильной прессе, Nihil стал наиболее успешным в коммерческом плане альбомом в дискографии KMFDM; песня «Juke Joint Jezebel», изданная первым синглом из альбома, стала одной из самых узнаваемых за всё время существования группы.

## Обзор

### Создание и запись
После выхода предыдущего альбома Angst в 1993 году Саша Конецко и его коллега по KMFDM Эн Эш переехали из Чикаго в Сиэтл и Новый Орлеан соответственно; ведущий гитарист Гюнтер Шульц переехал в Британскую Колумбию. В начале 1994 года Конецко начал работу над новым материалом; вскоре к нему присоединился Шульц для записи гитарных партий. Позднее в этом же году группа собралась в Лос-Анджелесе для подготовки к концертному турне «Angstfest», прошедшему в США в апреле и мае при участии групп Sister Machine Gun и Chemlab; во время тура к Конецко, Шульцу, Эшу и гитаристу Марку Дюранту присоединился гитарист Майк Дженсен, вместе с которым концертная команда включала в себя до четырёх гитаристов.
Возвратившись в Сиэтл, Конецко и Шульц приступили к записи вокальных партий при участии вокалистки Дороны Альберти. Как пояснял позднее сам Конецко, процесс записи для него проходил не самым лучшим образом, и из всех песен для будущего альбома только две — «Trust» и «Brute» — были доведены до приемлемого качества.
В это же время Рэймонд Уоттс, последний раз появившийся в составе KMFDM на записи альбома Don’t Blow Your Top в 1988 году и после этого действовавший в рамках своего проекта Pig, изъявил в телефонном разговоре с Конецко желание участвовать в совместном проекте. После того, как Конецко согласился, Уоттс вылетел в Сиэтл; совместно с Шульцем пара записала мини-альбом Sin Sex & Salvation; по словам Конецко, этот недолговременный проект был «глотком свежего воздуха», с которым он «получил благоприятную перспективу перемен». Уоттс остался в команде на время записи Nihil; помимо «ядра» в лице Конецко, Эша, Уоттса, Шульца и Дюранта, к записи присоединился барабанщик Билл Рифлин, ранее работавший с KMFDM на записи песни «Godlike» в версии «Chicago Trax» с альбома Naïve

### Продакшн
Альбом Nihil был спродюсирован Конецко при участии звукоинженера Криса Шепарда, ранее участвовавшего в записи альбома Angst. В интервью для газеты Chicago Tribune Конецко говорит, что «не был доволен» схемой работы на записи Angst, где каждый из участников группы имел свой вклад в написание песен. Этот подход предрасполагал к излишним уступкам, и поэтому, как говорит Конецко, Angst не казался ему «органично составленным целым». В другом интервью для газеты Deseret News Конецко отмечает, что «в противоположность предыдущим альбомам» все песни для Nihil в своей основе были написаны лично им, чтобы в итоге вызвать как можно меньше проблем. Также внимание уделялось уменьшению роли гитарных партий; переизбыток последних на Angst, по словам Конецко, создавал впечатление, будто гитаристы «предавались онанизму». В итоге, на Nihil гитарные партии были сведены в последнюю очередь. В то же время Дюрант приобрёл в Хьюстоне трёхгрифную стил-гитару Fender; используя её на записи в Сиэтле, он в значительной степени добавил дисторшна, чтобы придать инструменту «скользящее» звучание обычной гитары. В песне «Disobedience» — «оде мастурбации», по комментарию Нила Штрауса из Trouser Press — Конецко ввёл партию духовых инструментов; по словам Конецко, он всегда имел желание ввести секцию духовых в песню KMFDM, но до записи Nihil не имел достаточных средств, чтобы это осуществить.
Первоначально Конецко написал тридцать композиций на протяжении примерно девяти месяцев, прежде чем прийти к окончательному списку из 10 песен; к моменту появления в студии Уоттса большинство песен было готово. В плане написания песен Уоттс, по его собственным словам, чувствовал себя «вполне свободно» даже по сравнению с работой в рамках Pig. Конецко же описывает альбом как «постоянную прелюдию» без какой-либо развязки, говоря о нём как о лучшем альбоме своей команды — как на момент релиза, так и в перспективе; чуть более «попсовое» в сравнении с предыдущими релизами звучание Nihil он [Конецко] расценивает как нечто близкое его нраву.
Из всех релизов KMFDM альбом Nihil — один из немногих (наряду с дебютным альбомом группы Opium и первоначальным релизом What Do You Know, Deutschland?), созданных без участия художника Айдана Хьюза; вместо последнего автором обложки выступила жена Билла Рифлина Франческа Сандстен.

### Выпуск и продвижение
Альбом Nihil был впервые выпущен 4 апреля 1995 года; 28 февраля того же года увидел свет сингл на песню «Juke Joint Jezebel», ставший первым из этого альбома; сопутствующий песне видеоклип включил в себя кадры из аниме-фильма «Полиция будущего». Уже после выхода альбома была выпущена вторая версия сингла на «Juke Joint Jezebel», включившая в себя ремиксы за авторством Джорджо Мородера; позднее было выпущено ещё два сингла на песни «Brute» и «Trust». В поддержку альбома было организовано два концертных турне: первый, под названием Beat by Beat, прошёл вскоре после выпуска альбома, тогда как второй, под названием In Your Face, прошёл позднее в этом же 1995 году.
6 марта 2007 года состоялось переиздание альбома по линии лейбла Metropolis Records вместе с альбомом Xtort; в рамках переиздания альбом прошёл процедуру цифрового ремастеринга.

#### Продажи
Альбом, встреченный с «большой эйфорией», был первоначально отгружен тиражом в 75 тысяч копий. К концу 1995 года альбом был самым продававшимся из всего каталога Wax Trax!; по состоянию на август 1996 года тираж проданных копий составлял 120 тысяч копий. Альбом достиг 16-й позиции в хит-параде Top Heatseekers журнала Billboard, став одним из самых успешных релизов Wax Trax!. Согласно сообщениям Nielsen SoundScan, проданный тираж по состоянию на осень 2016 года составил 209 тысяч копий, что делает Nihil также самым продаваемым альбомом в истории KMFDM.

#### Использование в поп-культуре
Открывающий трек альбома — песня «Ultra» — вошла в саундтрек американского видеорелиза аниме-фильма Street Fighter II: The Animated Movie; песня «Juke Joint Jezebel» и ремикс на неё Джорджо Мородера были использованы в фильмах «Плохие парни» и «Смертельная битва», а также в сериале «Беверли-Хиллз, 90210».

## Отзывы
| Оценки критиков       | Оценки критиков |
| Источник              | Оценка          |
| --------------------- | --------------- |
| Allmusic              | [ 26 ]          |
| Chicago Tribune       | благоприятный   |
| CMJ New Music Monthly | благоприятный   |
| Guitar Player         | благоприятный   |
| Keyboard              | благоприятный   |
| Washington Post       | благоприятный   |

Альбом получил очень благоприятные отзывы со стороны профильной прессы. Хайди Макдональд из CMJ New Music Monthly называет Nihil «превосходным альбомом, от начала до конца не знающим пощады»; высоко были оценены песни «Ultra», «Juke Joint Jezebel», «Flesh» и «Disobedience». Также альбом высоко оценил Энди Хиндс из Allmusic, называющий «Juke Joint Jezebel» «непреходящей и незаменимой на готических и „индустриальных“ танцплощадках по всему миру»; также, по его мнению, с уровнем продакшна, достигнутым на Nihil, звучание KMFDM стало «отполированным до блеска».
Журнал Keyboard положительно отозвался об альбоме, похвалив работу над партиями клавишных и гитар в «Disobedience» и «Juke Joint Jezebel» соответственно; высоко оценена была работа Саши Конецко — «наиболее эффективного и изобретательного клавишника на хардкор-сцене», по словам рецензентов. Крис Джилл из Guitar Player, наоборот, считает самой интересной частью альбома стил-гитарные партии Дюранта, «воющие, словно двигатели самолёта». Грег Ко́т из Chicago Tribune во времена выхода альбома положительно оценил песню «Juke Joint Jezebel» — она, по словам Ко́та, «расхаживает, как проститутка по Бурбон-стрит, своими „хрустящим“ риффом и парящим, почти госпельным хором»; 16 лет спустя в 2011 году он пишет, что Nihil наложил «отполированный спин поп-мелодии на характерную „индустриальную“ жёсткость». Схожую фразу использует Джилл, говорящий, что немногие исполнители преуспели в сочетании электронных техно-ритмов и трэш-металлических гитар так же естественно, как это сделали KMFDM на Nihil.

## Список композиций
| №   | Название             | Перевод названия             | Длительность |
| --- | -------------------- | ---------------------------- | ------------ |
| 1.  | «Ultra»              | «Ультра»                     | 4:34         |
| 2.  | «Juke Joint Jezebel» | «Распутница из джук-джойнта» | 5:40         |
| 3.  | «Flesh»              | «Плоть»                      | 5:02         |
| 4.  | «Beast»              | «Зверь»                      | 5:06         |
| 5.  | «Terror»             | «Террор»                     | 4:50         |
| 6.  | «Search & Destroy»   | «Найти и уничтожить»         | 3:26         |
| 7.  | «Disobedience»       | «Неповиновение»              | 4:43         |
| 8.  | «Revolution»         | «Революция»                  | 4:27         |
| 9.  | «Brute»              | «Скотина»                    | 4:25         |
| 10. | «Trust»              | «Вера»                       | 3:43         |
| 11. | «Nihil»              | «Ничто»                      | 2:04         |

## Участники записи
Вся информация приводится по буклету альбома, если не отмечено иное.
| KMFDM - Саша Конецко — ведущий вокал (треки 4, 6 и 10), бэк-вокал (треки 1, 2, 3 и 9), декламация (треки 5 и 7), бас-гитара (трек 6), ударные (трек 10), сопродюсер, сведе́ние, написание и программирование (все треки); - Гюнтер Шульц — гитары (все треки, кроме 11), бэк-вокал (треки 2 и 6), бас-гитара (трек 5), сопродюсер, написание (все треки, кроме 11); - Эн Эш — ведущий вокал (трек 8; припев в треках 1 и 7), бэк-вокал (треки 2, 3, 5 и 6), гитара (треки 1, 3 и 6), ударные (треки 6 и 9), хай-хэт (трек 2), тарелки (трек 3), бэк-вокал (треки 3 и 5), гармоника (трек 5), написание (треки 1, 2, 3, 5, 6, 7, 8 и 9); - Рэймонд Уоттс — ведущий вокал (треки 2, 3 и 9; куплеты в треках 1 и 7), бэк-вокал (треки 5 и 7), бас-гитара (трек 5), драм-машина (трек 5), написание (треки 1, 2, 3, 5, 7 и 9); - Марк Дюрант — стил-гитара (треки 1 и 7), гитара (треки 5, 7 и 9), написание (треки 1, 5 и 7); | Приглашённые музыканты - Дорона Альберти — бэк-вокал (треки 4, 8 и 10); - Джим Кристиансен — тромбон (трек 7); - Дженнифер Гинсберг — бэк-вокал (трек 2); - Джеф Олсон — труба (трек 7); - Билл Рифлин — ударные (треки 1, 3 и 7); - Фриц Уитни — баритон-саксофон (трек 7); | Дополнительный персонал - Крис Шепард — звукоинженер, сопродюсер, сведе́ние, написание (треки 1, 5 и 7); - Сэм Хофстедт — ассистент звукоинженера; - Дэвид Коллинз — мастеринг; - Франческа Сандстен — дизайн; - Крис Зандер — типографика (релиз 1995 года); - Джастин Гэммон — вёрстка (релиз 2007 года); - Брайан Гарднер — ремастеринг (релиз 2007 года). |